# Parornix fragilella
Parornix fragilella is een vlinder uit de familie mineermotten (Gracillariidae). De wetenschappelijke naam is voor het eerst geldig gepubliceerd in 1981 door Triberti.
De soort komt voor in Europa.